# Джано
Вижте пояснителната страница за други значения на Орловец.
Джано е връх в Пирин с височина 2668 метра, разположен на централното било между седловината Демиркапия и връх Ченгелчал. Гледан от Поповото езеро изглежда внушително, но е по-нисък от следващите върхове по билото на юг. Не е скалист, а по-скоро покрит с морени. От него главното било завива на юг, на север се отделя късото странично било Джангалица и съседният връх Сиврия, а на североизток безименен рид наричан от много автори Кременски. Билото на юг към връх Ченгелчал е скалисто и тясно и е наричано от някои туристи „Малкото Конче“. Върхът е заобиколен от някои от най-големите езера в Пирин – Поповото и Кременските. По време на Възродителния процес е преименуван на Орловец, но това име не се налага.

## Галерия
- Връх Джано, изглед от Кременските езера
- Връх Джано, изглед от Кременските езера
- Кременските езера, изглед от Връх Джано